# Église Saint-Nicaise de Saint-Nic
L'église Saint-Nicaise est une église catholique située à Saint-Nic, en France. Au XIe siècle, la paroisse est nommée Plebs Sent Nic in pago Porzoed et Plebs Sent Mic, au XIVe siècle Seinctnic, en 1410 Saint Vic et en 1599 Saint Nic.

## Localisation
L'église est située dans le département français du Finistère, sur la commune de Saint-Nic.

## Historique

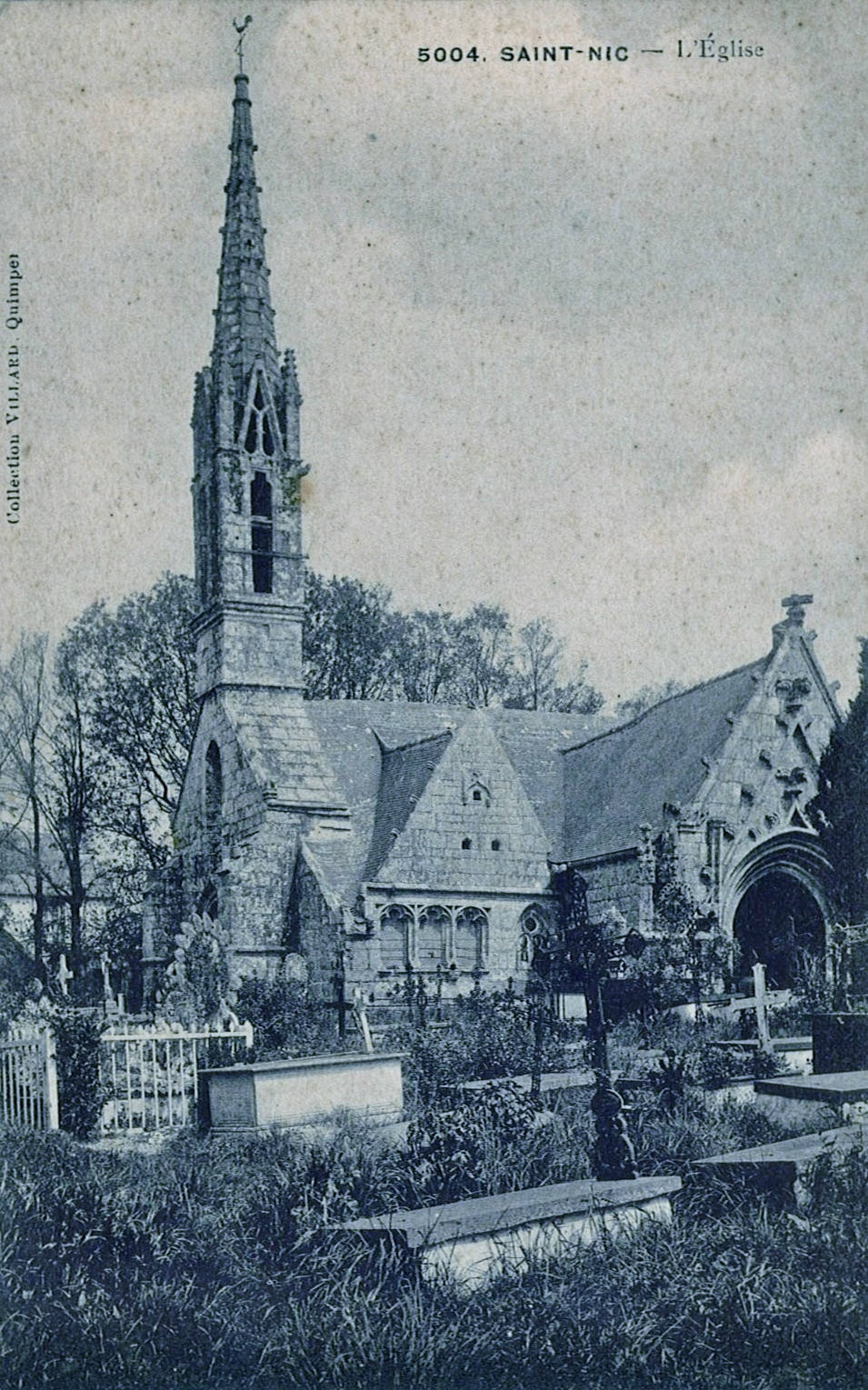
Saint-Nic : l'église paroissiale Saint-Nicaise entourée du cimetière au début du XXe siècle (carte postale).

L'église paroissiale Saint-Nicaise est dédiée à saint Nicaise, probablement par volonté du clergé de substituer un saint reconnu officiellement par l'église catholique au saint breton saint Nic. C'est un bâtiment de style gothique (la date de 1566 est gravée entre deux arcades) en forme de croix latine qui comprend une nef irrégulière, formée de trois travées dans sa partie nord et de quatre travées dans sa partie sud, avec bas-côté au nord, un transept et un chœur ; son plafond est lambrissé sur sablières ; son porche sud est daté de 1561 (il est décoré de niches pour les apôtres et de sablières) et son clocher de 1576 (il est haut de 23 mètres) ; son enclos paroissial contient un calvaire (en kersanton, dû en partie à Julien Doré), et un cadran solaire (saint Côme et saint Damien y sont représentés) daté de 1614.
Ses vitraux ont été classés monument historique dès novembre 1906, le reste de l'édifice l'étant en deux temps (en 1926 et 1946). L'église possède une piétà en kersanton polychrome sculptée par les frères Prigent (1527-1577).